# 王皇后 (西梁)
王皇后（6世纪—563年），西梁宣帝萧詧的皇后。
初为岳阳王妃，生萧詧长子萧嶚。侯景之乱期间，萧詧为叔父湘东王萧绎所逼，派王妃、萧嶚母子入西魏为人质求援，后被西魏封为梁王。萧嶚在550年代初病逝。554年，萧詧勾结西魏兵攻占江陵，梁元帝萧绎开门投降，被萧詧以土袋闷死。
555年，萧詧自立为帝，改元大定，立王氏为皇后，追封蕭嶚为皇太子。大定八年（562年）宣帝萧詧驾崩，其庶子明帝萧岿即位，尊嫡母王皇后为太后。次年（563年），王太后病故。
| 前任： 張皇后 (南梁) | 西梁皇后 555年—562年 | 繼任： 張皇后 (西梁) |